# Championnats du monde de judo 1997
Navigation
Édition précédente Édition suivante
Les Championnats du monde de judo 1997 se sont tenus à Paris en France.

## Résultats

### Hommes
| Catégories        | Or              | Argent                 | Bronze                                   |
| ----------------- | --------------- | ---------------------- | ---------------------------------------- |
| - 60 kg           | Tadahiro Nomura | Giorgi Revazichvili    | Fulvio Miyata Cédric Taymans             |
| - 65 kg           | Hyuk Kim        | Larbi Benboudaoud      | Victor Bivol Giorgi Vazagashvili         |
| - 71 kg           | Kenzo Nakamura  | Christophe Gagliano    | Guilherme Bentes Vsevolod Zelenij        |
| - 78 kg           | In Chul Cho     | Djamel Bouras          | Ok Chol Kwak Patrick Reiter              |
| - 86 kg           | Jeon Ki-young   | Marko Spittka          | Michele Monti Brian Olson                |
| - 95 kg           | Pavel Nastula   | Aurélio Miguel         | Ghislain Lemaire Yoshio Nakamura         |
| + 95 kg           | David Douillet  | Shinichi Shinohara     | Song Pan Tamerlan Tmenov                 |
| Toutes catégories | Rafał Kubacki   | Yoshiharu Makishi (es) | Harry van Barneveld Dennis van der Geest |

### Femmes
| Catégories        | Or                   | Argent            | Bronze                           |
| ----------------- | -------------------- | ----------------- | -------------------------------- |
| - 48 kg           | Ryoko Tamura         | Amarilis Savon    | Monika Kurath Suk Pae Tong       |
| - 52 kg           | Marie-Claire Restoux | Sun Hui Kye       | Nicole Flagothier Hyun Sook-hee  |
| - 56 kg           | Isabel Fernandez     | Driulys Gonzales  | Magali Baton Chiyori Tateno      |
| - 61 kg           | Séverine Vandenhende | Gella Vandecaveye | Sara Álvarez Sung Sook Jung      |
| - 66 kg           | Kate Howey           | Anja von Rekowski | Cho Min-sun Emanuela Pierantozzi |
| - 72 kg           | Noriko Anno          | Diadenis Luna     | Edinanci Silva Ulla Werbrouck    |
| + 72 kg           | Christine Cicot      | Miho Ninomiya     | Beata Maksymow Fuming Sun        |
| Toutes catégories | Daima Beltrán        | Raquel Barrientos | Miho Ninomiya Hua Yuan           |

## Tableau des médailles
| Rang | Nation        | Or | Argent | Bronze | Total |
| ---- | ------------- | -- | ------ | ------ | ----- |
| 1    | Japon         | 4  | 3      | 3      | 10    |
| 2    | France        | 4  | 3      | 2      | 9     |
| 3    | Corée du Sud  | 3  | 0      | 3      | 6     |
| 4    | Pologne       | 2  | 0      | 1      | 3     |
| 5    | Cuba          | 1  | 3      | 0      | 4     |
| 6    | Espagne       | 1  | 1      | 1      | 3     |
| 7    | Royaume-Uni   | 1  | 0      | 0      | 1     |
| 8    | Allemagne     | 0  | 2      | 0      | 2     |
| 9    | Belgique      | 0  | 1      | 4      | 5     |
| 10   | Brésil        | 0  | 1      | 2      | 3     |
| -    | Corée du Nord | 0  | 1      | 2      | 3     |
| 12   | Géorgie       | 0  | 1      | 1      | 2     |
| 13   | Chine         | 0  | 0      | 3      | 3     |
| 14   | Italie        | 0  | 0      | 2      | 2     |
| 15   | Autriche      | 0  | 0      | 1      | 1     |
| -    | États-Unis    | 0  | 0      | 1      | 1     |
| -    | Lettonie      | 0  | 0      | 1      | 1     |
| -    | Pays-Bas      | 0  | 0      | 1      | 1     |
| -    | Moldavie      | 0  | 0      | 1      | 1     |
| -    | Portugal      | 0  | 0      | 1      | 1     |
| -    | Russie        | 0  | 0      | 1      | 1     |
| -    | Suisse        | 0  | 0      | 1      | 1     |